# BWF World Tour 2018
Die BWF World Tour 2018 war die erste Saison der BWF World Tour im Badminton und folgte auf die BWF Super Series 2017. Zum Abschluss der Saison wurde das BWF World Tour Finale ausgetragen.

## Resultate
| Veranstaltung                     | Report            | Herreneinzel            | Dameneinzel       | Herrendoppel                                        | Damendoppel                                 | Mixed                                        |
| World Tour Finals                 | World Tour Finals | World Tour Finals       | World Tour Finals | World Tour Finals                                   | World Tour Finals                           | World Tour Finals                            |
| --------------------------------- | ----------------- | ----------------------- | ----------------- | --------------------------------------------------- | ------------------------------------------- | -------------------------------------------- |
| BWF Super Series Finals           | Report            | Shi Yuqi                | P. V. Sindhu      | Li Junhui Liu Yuchen                                | Misaki Matsutomo Ayaka Takahashi            | Wang Yilu Huang Dongping                     |
| Super 1000                        |                   |                         |                   |                                                     |                                             |                                              |
| All England                       | Report            | Shi Yuqi                | Tai Tzu-ying      | Markus Fernaldi Gideon Kevin Sanjaya Sukamuljo      | Kamilla Rytter Juhl Christinna Pedersen     | Yuta Watanabe Arisa Higashino                |
| Indonesia Open                    | Report            | Kento Momota            | Tai Tzu-ying      | Markus Fernaldi Gideon Kevin Sanjaya Sukamuljo      | Yuki Fukushima Sayaka Hirota                | Tontowi Ahmad Liliyana Natsir                |
| China Open                        | Report            | Anthony Ginting         | Carolina Marín    | Kim Astrup Anders Skaarup Rasmussen                 | Misaki Matsutomo Ayaka Takahashi            | Zheng Siwei Huang Yaqiong                    |
| Super 750                         |                   |                         |                   |                                                     |                                             |                                              |
| Malaysia Open                     | Report            | Lee Chong Wei           | Tai Tzu-ying      | Takeshi Kamura Keigo Sonoda                         | Misaki Matsutomo Ayaka Takahashi            | Zheng Siwei Huang Yaqiong                    |
| Japan Open                        | Report            | Kento Momota            | Carolina Marín    | Markus Fernaldi Gideon Kevin Sanjaya Sukamuljo      | Yuki Fukushima Sayaka Hirota                | Zheng Siwei Huang Yaqiong                    |
| Denmark Open                      | Report            | Kento Momota            | Tai Tzu-ying      | Markus Fernaldi Gideon Kevin Sanjaya Sukamuljo      | Yuki Fukushima Sayaka Hirota                | Zheng Siwei Huang Yaqiong                    |
| French Open                       | Report            | Chen Long               | Akane Yamaguchi   | Han Chengkai Zhou Haodong                           | Mayu Matsumoto Wakana Nagahara              | Zheng Siwei Huang Yaqiong                    |
| Fuzhou China Open                 | Report            | Kento Momota            | Chen Yufei        | Markus Fernaldi Gideon Kevin Sanjaya Sukamuljo      | Lee So-hee Shin Seung-chan                  | Zheng Siwei Huang Yaqiong                    |
| Super 500                         |                   |                         |                   |                                                     |                                             |                                              |
| Malaysia Masters                  | Report            | Viktor Axelsen          | Ratchanok Intanon | Fajar Alfian Muhammad Rian Ardianto                 | Kamilla Rytter Juhl Christinna Pedersen     | Tang Chun Man Tse Ying Suet                  |
| Indonesian Masters                | Report            | Anthony Ginting         | Tai Tzu-ying      | Markus Fernaldi Gideon Kevin Sanjaya Sukamuljo      | Misaki Matsutomo Ayaka Takahashi            | Zheng Siwei Huang Yaqiong                    |
| India Open                        | Report            | Shi Yuqi                | Zhang Beiwen      | Markus Fernaldi Gideon Kevin Sanjaya Sukamuljo      | Greysia Polii Apriyani Rahayu               | Mathias Christiansen Christinna Pedersen     |
| Thailand Open                     | Report            | Kanta Tsuneyama         | Nozomi Okuhara    | Takeshi Kamura Keigo Sonoda                         | Greysia Polii Apriyani Rahayu               | Hafiz Faizal Gloria Emanuelle Widjaja        |
| Singapore Open                    | Report            | Chou Tien-chen          | Sayaka Takahashi  | Mohammad Ahsan Hendra Setiawan                      | Ayako Sakuramoto Yukiko Takahata            | Goh Soon Huat Shevon Jemie Lai               |
| Korea Open                        | Report            | Chou Tien-chen          | Nozomi Okuhara    | Hiroyuki Endo Yuta Watanabe                         | Misaki Matsutomo Ayaka Takahashi            | He Jiting Du Yue                             |
| Hong Kong Open                    | Report            | Son Wan-ho              | Nozomi Okuhara    | Markus Fernaldi Gideon Kevin Sanjaya Sukamuljo      | Yuki Fukushima Sayaka Hirota                | Yuta Watanabe Arisa Higashino                |
| Super 300                         |                   |                         |                   |                                                     |                                             |                                              |
| Thailand Masters                  | Report            | Tommy Sugiarto          | Nitchaon Jindapol | Tinn Isriyanet Kittisak Namdash                     | Jongkolphan Kititharakul Rawinda Prajongjai | Chan Peng Soon Goh Liu Ying                  |
| Swiss Open                        | Report            | Sameer Verma            | Sayaka Takahashi  | Mathias Boe Carsten Mogensen                        | Ayako Sakuramoto Yukiko Takahata            | Mark Lamsfuß Isabel Herttrich                |
| German Open                       | Report            | Chou Tien-chen          | Akane Yamaguchi   | Takuto Inoue Yuki Kaneko                            | Yuki Fukushima Sayaka Hirota                | Goh Soon Huat Shevon Jemie Lai               |
| New Zealand Open                  | Report            | Lin Dan                 | Sayaka Takahashi  | Chen Hung-ling Wang Chi-lin                         | Ayako Sakuramoto Yukiko Takahata            | Wang Chi-lin Lee Chia-hsin                   |
| Australian Open                   | Report            | Lu Guangzu              | Cai Yanyan        | Berry Angriawan Hardianto                           | Ayako Sakuramoto Yukiko Takahata            | Seo Seung-jae Chae Yoo-jung                  |
| US Open                           | Report            | Lee Dong-keun           | Li Xuerui         | Ou Xuanyi Ren Xiangyu                               | Tang Jinhua Yu Xiaohan                      | Chan Peng Soon Goh Liu Ying                  |
| Spain Masters                     | Report            | Rasmus Gemke            | Minatsu Mitani    | Kim Gi-jung Lee Yong-dae                            | Mayu Matsumoto Wakana Nagahara              | Niclas Nøhr Sara Thygesen                    |
| Chinese Taipei Open               | Report            | Lee Zii Jia             | Tai Tzu-ying      | Chen Hung-ling Wang Chi-lin                         | Nami Matsuyama Chiharu Shida                | Alfian Eko Prasetya Marsheilla Gischa Islami |
| Macau Open                        | Report            | Lee Hyun-il             | Michelle Li       | Kim Gi-jung Lee Yong-dae                            | Vivian Hoo Kah Mun Yap Cheng Wen            | Tang Chun Man Tse Ying Suet                  |
| Syed Modi International           | Report            | Sameer Verma            | Han Yue           | Fajar Alfian M. Rian Ardianto                       | Chow Mei Kuan Lee Meng Yean                 | Ou Xuanyi Feng Xueying                       |
| Korea Masters                     | Report            | Son Wan-ho              | Li Xuerui         | Choi Sol-gyu Seo Seung-jae                          | Chang Ye-na Jung Kyung-eun                  | Ko Sung-hyun Eom Hye-won                     |
| Super 100                         |                   |                         |                   |                                                     |                                             |                                              |
| Orléans Masters                   | Report            | Mark Caljouw            | Shiori Saito      | Mark Lamsfuß Marvin Seidel                          | Gabriela Stoeva Stefani Stoeva              | Niclas Nøhr Sara Thygesen                    |
| Lingshui China Masters            | Report            | Lin Yu-hsien            | Li Xuerui         | Han Chengkai Zhou Haodong                           | Du Yue Li Yinhui                            | Guo Xinwa Liu Xuanxuan                       |
| Canada Open                       | Report            | Lu Guangzu              | Li Xuerui         | Marcus Ellis Chris Langridge                        | Ayako Sakuramoto Yukiko Takahata            | Marcus Ellis Lauren Smith                    |
| Akita Masters                     | Report            | Sitthikom Thammasin     | Sayaka Takahashi  | Akbar Bintang Cahyono Mohamed Reza Pahlevi Isfahani | Ayako Sakuramoto Yukiko Takahata            | Kohei Gondo Ayane Kurihara                   |
| Russian Open                      | Report            | Sourabh Varma           | Ho Yen Mei        | Arif Abdul Latif Nur Mohd Azriyn Ayub               | Chisato Hoshi Kie Nakanishi                 | Vladimir Ivanov Kim Min-kyung                |
| Vietnam Open                      | Report            | Shesar Hiren Rhustavito | Yeo Jia Min       | Ko Sung-hyun Shin Baek-cheol                        | Misato Aratama Akane Watanabe               | Nipitphon Puangpuapech Savitree Amitrapai    |
| Hyderabad Open                    | Report            | Sameer Verma            | Kim Ga-eun        | Satwiksairaj Rankireddy Chirag Shetty               | Ng Tsz Yau Yuen Sin Ying                    | Akbar Bintang Cahyono Winny Oktavina Kandow  |
| Bangka Belitung Indonesia Masters | Report            | Ihsan Maulana Mustofa   | Minatsu Mitani    | Chang Ko-chi Lu Chia-bin                            | Ayako Sakuramoto Yukiko Takahata            | Rinov Rivaldy Pitha Haningtyas Mentari       |
| Dutch Open                        | Report            | Sourabh Varma           | Mia Blichfeldt    | Wahyu Nayaka Ade Yusuf                              | Gabriela Stoeva Stefani Stoeva              | Marcus Ellis Lauren Smith                    |
| SaarLorLux Open                   | Report            | Subhankar Dey           | Cai Yanyan        | Marcus Ellis Chris Langridge                        | Gabriela Stoeva Stefani Stoeva              | Marcus Ellis Lauren Smith                    |
| Scottish Open                     | Report            | Liu Haichao             | Kirsty Gilmour    | Marcus Ellis Chris Langridge                        | Gabriela Stoeva Stefani Stoeva              | Marcus Ellis Lauren Smith                    |